# Amping Parak
Amping Parak is een bestuurslaag in het regentschap Zuid-Pesisir van de provincie West-Sumatra, Indonesië. Amping Parak telt 7553 inwoners (volkstelling 2010).